# Germaine Tillion
Pour les articles homonymes, voir Tillion.
Ne doit pas être confondu avec Raymonde Tillon.
Germaine Tillion, née le 30 mai 1907 à Allègre (Haute-Loire) et morte le 19 avril 2008 à Saint-Mandé (Val-de-Marne), est une résistante et ethnologue française.
Titulaire de nombreuses décorations pour ses actes héroïques durant la Seconde Guerre mondiale, elle est en 1999 la deuxième Française à devenir grand-croix de la Légion d'honneur après Geneviève de Gaulle-Anthonioz. Un hommage de la Nation lui est rendu au Panthéon le 27 mai 2015, où elle entre en même temps que Geneviève de Gaulle-Anthonioz, Jean Zay et Pierre Brossolette.
Elle crée l'association Germaine Tillion en 2004.

## Biographie

### Famille et enfance
Germaine Tillion est née le 30 mai 1907 à Allègre (Haute-Loire).
Elle est la fille de Lucien Tillion (1867-1925), magistrat, et d'Émilie Cussac (1876-1945), connue sous son nom marital, Émilie Tillion. Elle a une sœur, née en 1909, Françoise.
Ses parents appartiennent au monde de la bourgeoisie à la fois républicaine et catholique et sont issus de deux lignées de notables : hommes de loi de Charolles du côté paternel, d'Alleuze (Cantal) du côté maternel ; en 1907, son père est juge de paix à Allègre, fonction qui lui prend peu de temps ; il s'intéresse à la musique, à l'archéologie, à la photographie, à la chasse et à la vie rurale.
Dès l'âge de huit ans, Germaine est envoyée avec sa sœur Françoise en pension à l'institution Jeanne d'Arc de Clermont-Ferrand. Elle y fait ses premières classes, de l'instruction primaire au lycée, alors que commence la Première Guerre mondiale : 

« Je ne mettais [pas] en doute l'existence de deux monstres sans visage : l'Allemand et la Mort. La nuit je rêvais de m'engager comme chien de guerre. »

En 1922, ses parents s'installent à Saint-Maur, dans la maison de ses grands-parents maternels, François Cussac (1849-1927) et Marie-Antoinette Vivier (1851-1945).
Ses parents contribuent chez Hachette à la rédaction des Guides bleus et d'ouvrages touristiques, activité qu'Émilie Tillion poursuit seule après la mort de son mari.

### Études supérieures
Après avoir obtenu le baccalauréat en 1925, Germaine Tillion mène des études éclectiques : « je fais des études qui me plaisent : archéologie à l'École du Louvre, puis préhistoire, puis histoire des religions, égyptologie, folklore français et celtique et surtout ethnologie qui me passionne. »
C'est à partir de 1928 qu'elle s'oriente vers l'ethnologie, auprès de Marcel Mauss, professeur à l'École pratique des hautes études (EPHE), fondateur de l'Institut d'ethnologie (1925) et professeur au Collège de France. En 1932, elle entre aussi en contact avec Louis Massignon, autre professeur au Collège de France, à l'origine spécialiste de l'islam, mais qui est devenu un chercheur pluridisciplinaire dans le domaine musulman.
À la fin de 1932, elle fait un long séjour en Prusse-Orientale (décembre 1932-février 1933) : « premier contact (plein d'aversion et d'ironie) avec le nazisme », notamment à travers les étudiants de l'université de Königsberg, au moment où les nazis sont en train d'arriver au pouvoir (Hitler devient chancelier le 30 janvier 1933).
En 1934 (à ce moment, elle a « terminé l'École du Louvre et deux ou trois certificats en licence, ainsi que le diplôme de l'Institut d'ethnologie »), dans le cadre de l'allocation des fonds de l'International Society of African Languages and Cultures, il lui est proposé une mission dans l'Aurès, pour étudier l'ethnie berbère des Chaouis ; ne connaissant pratiquement rien de ce sujet, elle s'initie à la langue berbère à l'École des langues orientales (Marcel Destaing).
De retour en France en 1940, elle entame une thèse de doctorat sous la direction de Marcel Mauss autour du sujet « Étude totale d’une tribu berbère », qu'elle interrompt pour apporter son aide à la Croix-Rouge. Alors qu'elle est emprisonnée à la prison de la Santé en 1942, elle rédige son manuscrit à partir de ses notes de mission lors de son expérience de terrain dans l'Aurès. Lors de sa déportation au camp de Ravensbrück, elle perd son manuscrit, qu’elle ne parviendra jamais à réécrire,.
Au cours de ses premières expériences de recherche, elle affirme être convaincue de la nécessité de rendre son travail aussi scientifique que possible en déclarant « Très naïvement, j’étais décidée à réagir contre le caractère approximatif de nos sciences dites humaines ». Par la suite, tout en restant persuadée de l'utilité des mesures rigoureuses, elle pense en même temps que « les statistiques même exactes omettent des éléments essentiels ».

### Les missions dans l'Aurès (1935-1940)

#### Première mission
Sa première mission a lieu en 1935-1936 ; Germaine Tillion accompagne Thérèse Rivière chef de mission et directrice du département « Afrique Blanche et Levant », au musée d'Ethnographie du Trocadéro. Les jeunes femmes sont toutes les deux bénéficiaires d'une allocation de recherche dans l'Aurès. Mais lorsque Thérèse Rivière rentre à Paris, Germaine Tillion poursuit isolément ses recherches dans ce qui est la « commune mixte de l'Aurès » (chef-lieu : Arris, où résident les administrateurs, fonctionnaires français).
Parcourant d'abord la région de Menaa (au sud-ouest d'Arris), où se trouvent quelques habitants parlant français, elle recueille un grand nombre de contes et légendes. Puis elle s'installe sur le versant sud du djebel Ahmar Khaddou, à Kebach, centre de l'arch (« tribu ») des Ouled Abderrahmane. À 70 km d'Arris, il faut plusieurs heures à cheval pour arriver en ces lieux très isolés.

#### Le douar Tadjemout et les Ouled Abderrahmane
Kebach se trouve dans le douar Tadjemout (aujourd'hui dans la commune d'El Mizaraa, wilaya de Biskra), qui regroupe les arch Beni Melkem et Ouled Abderrahmane. Le caïd, responsable du douar (payé 750 francs par mois), musulman, mais originaire de Constantine, est un ancien serviteur du sous-préfet ; il y a aussi un secrétaire (khodja), payé 300 francs. Un messager apporte régulièrement au caïd les consignes de la sous-préfecture de Batna (et en même temps le courrier adressé à l'ethnographe). Chaque année, le douar reçoit la visite du percepteur (70 000 francs perçus en 1936) et d'un médecin militaire venant vacciner les bébés. En pratique, l'ordre repose sur les normes traditionnelles, fondées sur l'honneur familial (vendetta et composition) et sur la suprématie des « Grands-Vieux » (les sages de la tribu).
Les Ouled Abderrahmane sont des agriculteurs éleveurs transhumants entre la bordure du Sahara en hiver et les hauteurs en été. À Kebach, à mi-chemin, se trouve le grenier collectif où ils conservent les récoltes (blé et surtout orge). En 1936, selon un relevé de Germaine Tillion, ils sont au nombre de 779 (92 familles réparties entre 5 clans endogames). C'est donc ce groupe qui devient le sujet de sa thèse, qu'en 1938 elle envisage d'intituler Une République du sud-aurésien.

#### La situation générale en Algérie
Au premier abord, elle a l'impression qu'il n'existe pas de problèmes majeurs dans les relations entre Français et Algériens. Ses séjours peu fréquents mais réguliers dans les villes de Batna (en été) ou Biskra (en hiver) lui révèlent cependant que des tensions existent. En particulier, au début de 1935, elle rencontre le docteur Chérif Saâdane, victime à Biskra de l'attitude raciste de la bonne société. Cela l'amène à réinterpréter un certain nombre de faits apparemment anodins en termes de racisme. Par la suite, elle entre en contact avec d'autres intellectuels algériens, notamment Mohammed Bendjelloul, médecin à Batna ou des instituteurs qui éditent La Voix des humbles. En France, en 1938, elle apprend l'existence du mouvement formé autour de Messali Hadj.
Elle a dès cette époque conscience des problèmes à venir de la société algérienne ; elle en fait état lors d'une conférence prononcée à Paris en 1938 à la demande de William Marçais et du commandant Montagne.

#### Bilan
Au total, de 1935 à 1940, Germaine Tillion effectue deux missions en Algérie, la première grâce à l'International Society (1935-1936), la seconde grâce au CNRS (1939-1940).
Une grande partie des travaux effectués pendant ces six années a malheureusement disparu au cours de la Seconde Guerre mondiale. Ce n'est qu'en 2000 qu'elle a publié un ouvrage consacré spécifiquement à l'Aurès : Il était une fois l'ethnographie, suivi en 2005 de L'Algérie aurésienne (choix de ses photographies des années 1930).
Durant son séjour en France en 1937-1938, elle a de nouveau un contact avec l'Allemagne nazie, en Bavière, où elle passe quelques jours. Fréquentant régulièrement le Musée de l'Homme, elle fait la connaissance d'un des sous-directeurs, l'ethnologue Jacques Soustelle.

### La Résistance (1940-1942)
Sa seconde mission prend fin en mai 1940 ; elle quitte Kebach le 21 mai et arrive à Paris le 9 juin, en pleine débâcle de l'armée française. Ayant quitté Paris avec sa mère, c'est au cours de l'exode qu'elle entend le discours de Pétain du 17 juin (« il faut cesser le combat »), auquel elle réagit par un refus immédiat et catégorique.
Peu après l’armistice, elle recherche d'autres personnes ayant le même point de vue qu'elle et prend contact avec Paul Hauet (1866-1945), colonel en retraite devenu industriel, anti-pétainiste de longue date ; elle trouve aussi des sympathies au Musée de l'Homme (Réseau du musée de l'Homme : Yvonne Oddon, Paul Rivet...).
Après le retour à Paris de Boris Vildé (juillet) et d'Anatole Lewitsky (août), s'établit un réseau autour de Paul Hauet et Boris Vildé, avec pour objectifs l'assistance aux prisonniers de guerre notamment africains, le renseignement militaire et la propagande (journal Résistance, publié à partir de décembre 1940). Germaine Tillion ne participe pas à Résistance, elle est surtout l'adjointe de Paul Hauet dans le cadre de l'Union nationale des Combattants coloniaux, qui sert de couverture à leurs activités.
À la fin de l'année 1940, elle donne les papiers de sa famille à une famille juive qui sera ainsi protégée jusqu'à la fin de la guerre.
Le réseau est démantelé en 1941 : arrestations en janvier-mars de Boris Vildé, Anatole Lewitsky et d'autres personnes du Musée de l'Homme, puis en juillet de Paul Hauet et de Charles Dutheil de La Rochère. Germaine Tillion devient alors responsable de ce qui reste du réseau. En janvier 1942, le procès contre Vildé, Lewitsky, Oddon, etc. aboutit à sept exécutions pour espionnage.

#### Dernières activités de Résistance (juillet 1941-août 1942)
Amie des Lecompte-Boinet, elle entre en contact avec Combat Zone nord et par Jacques Legrand, avec un groupe lié à l'Intelligence Service, le réseau Gloria.
Mais celui-ci est infiltré par un agent de l'Abwehr, Robert Alesch, prêtre, vicaire de La Varenne-Saint-Hilaire (à Saint-Maur-des-Fossés), qui réussit à livrer de nombreux résistants, dont, le 13 août 1942, Germaine Tillion, lors d'un rendez-vous à la gare de Lyon. Jugé en 1949, il sera condamné à mort et exécuté,,,.

#### Incarcération (août 1942-octobre 1943)
Après un passage rue des Saussaies, elle est incarcérée à la prison de la Santé, subissant quatre interrogatoires (par l'Abwehr) en août et trois en octobre. Inculpée pour cinq chefs d'accusation, elle est transférée à Fresnes, où en janvier 1943, elle apprend l'arrestation de sa mère. À Fresnes, elle obtient la disposition de sa documentation et poursuit la rédaction de sa thèse.

### La déportation:Le Verfügbar aux Enfers

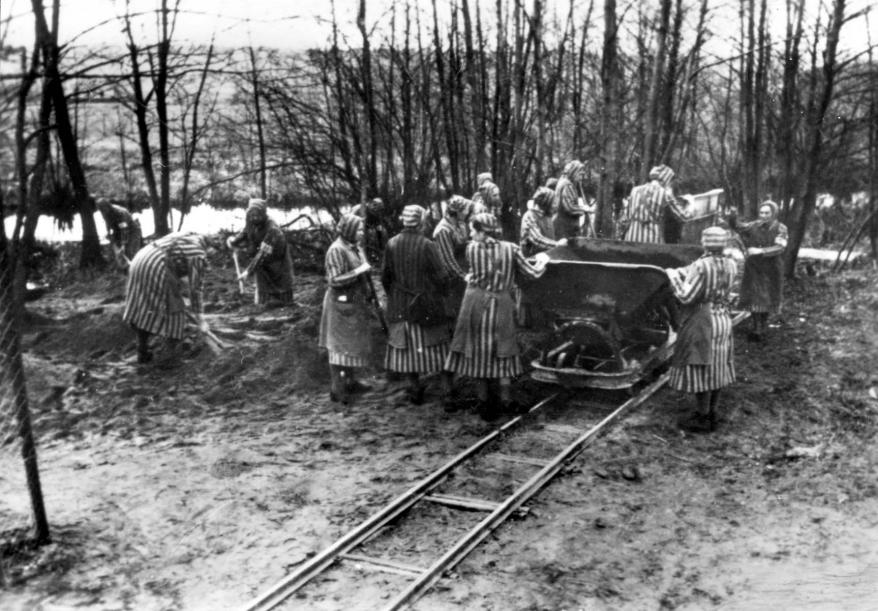
Déportées à Ravensbrück.

Le 21 octobre 1943, intégrée dans la catégorie NN, Germaine Tillion est déportée sans jugement et emmenée avec 24 autres prisonnières de Fresnes au camp de Ravensbrück, au nord de Berlin, par train de voyageurs (sans passer par le camp de Compiègne). Sa mère, résistante comme elle, y est déportée en février 1944 et est gazée en mars 1945.
Placée dans la catégorie des Verfügbar (de l'allemand verfügbar : disponible), prisonniers non affectés à un Kommando de travail, mais « disponibles » pour les pires corvées, elle réussit à échapper pendant plusieurs mois à tout travail pénible, et utilise toutes ses capacités pour comprendre le monde dans lequel elle se trouve. En mars 1944, elle fait clandestinement une conférence pour quelques-unes des déportées françaises.
Elle fait la connaissance de Margarete Buber-Neumann, qui dès cette époque lui apprend ce qu'est le système des camps de travail forcé soviétique. Elle y rencontre également Anise Postel-Vinay et Denise Vernay, résistantes. Denise participera à ses recherches ultérieures sur le camp, dans lesquelles elle fera notamment mention du sort particulier des déportées lesbiennes, dont l'homosexualité n'était pas le motif affiché de la persécution, mais servait à les torturer d'autant plus qu'elles affirmaient une identité genrée anticonformiste.
En octobre 1944, elle écrit, sur un cahier soigneusement caché, une opérette Le Verfügbar aux Enfers. Germaine Tillion y mêle des textes relatant avec humour les dures conditions de détention et des airs populaires tirés du répertoire lyrique ou populaire. L'opérette sera mise en scène pour la première fois en 2007 au théâtre du Châtelet, à Paris,.
Grâce à une mise au revier (infirmerie-mouroir) et à des complicités, Germaine Tillion échappe à un transport à destination du camp de Mauthausen, à une époque où les autorités du camp mènent une politique d'extermination systématique (création d'une chambre à gaz au début de 1945).
Puis un événement inattendu a lieu : la tentative de Himmler de négocier son avenir avec les puissances occidentales.

#### L'évacuation en Suède (avril 1945)
Début avril, 300 Françaises sont évacuées par la Croix-Rouge internationale, mais les détenues Nacht und Nebel sont exclues. Un peu plus tard cependant, des négociations entre Heinrich Himmler et le diplomate suédois Folke Bernadotte permettent à un autre groupe de détenues françaises, dont elle fait partie, d'être évacuées par la Croix-Rouge suédoise ; le 23 avril, elles sont emmenées en autocar à Padborg au Danemark (encore occupé), puis en train à Göteborg en Suède où elles sont prises en charge par un établissement hospitalier. Elles réussissent à sortir du camp des documents, notamment des photographies relatives à des expériences médicales menées sur des détenues, le texte de l'opérette, etc.
Dès le début du séjour à Göteborg, Germaine Tillion lance un travail de recherche sur le camp de Ravensbrück à travers un questionnaire qu'elle utilisera ensuite pendant plusieurs années. Une partie des archives de ces travaux est aujourd'hui disponible dans le fonds ADIR de La contemporaine, l'autre (les « fiches blanches ») dans le fonds Germaine Tillion du Musée de la Résistance et de la Déportation de Besançon.

### L'après-guerre
Elle revient en France en juillet 1945 et réintègre le CNRS, mais elle quitte la section Ethnologie pour travailler dans la section Histoire contemporaine, où elle va se consacrer à des travaux sur l’histoire de la Seconde Guerre mondiale (enquête sur les crimes de guerre nazis).
Au cours d'un séjour en montagne à Verbier (Suisse), elle écrit son premier texte sur le camp : « À la recherche de la vérité », contribution à Ravensbrück, un ouvrage collectif publié en 1946. Dans deux éditions ultérieures, publiées en 1973 et 1988, elle réécrit et développe considérablement ce texte grâce à des recherches approfondies sur les femmes françaises déportées à Ravensbrück et dans les camps voisins, utilisant les témoignages nazis, et bénéficiant ultérieurement de l'ouverture de l'accès aux archives de la Seconde Guerre mondiale.
Membre de deux organisations de déportés : l'ADIR et l'Amicale de Ravensbrück, elle est déléguée par les survivantes de Ravensbrück pour assister comme observatrice (sans témoigner) au procès qui a lieu à Hambourg en décembre 1946-janvier 1947.
En ce qui concerne son activité de résistante, son rang est validé par l'attribution du grade de commandant ; d'autre part, elle est chargée de la « liquidation administrative » du réseau désigné sous le nom de « groupe Hauet-Vildé », qu'elle fait homologuer en 1946 sous le nom désormais usuel de « groupe du musée de l'Homme ». Elle analyse que la Résistance s'est réalisée dans l'urgence : ce ne sont pas les réseaux qui cherchaient des volontaires mais des volontaires qui cherchaient des organisations. La Résistance devait organiser des évasions, informer la population soumise à la propagande nazie et soutenir les Anglais.
En 1950, elle accepte de faire partie de la Commission internationale contre le régime concentrationnaire fondée par David Rousset, qui travaille d'abord sur les camps de concentration soviétiques, mais élargira par la suite le champ d'observation à d'autres lieux (Grèce, Algérie…).
Cette période consacrée en priorité aux questions concernant la Seconde Guerre mondiale prend fin avec les événements de novembre 1954 en Algérie.

### Mission d'observation (novembre 1954-février 1955)
Le 1er novembre 1954, jour de la « Toussaint rouge », qui marque le début de la guerre d'Algérie, un des attentats les plus graves a lieu dans l'Aurès : l'interception de l'autobus Biskra-Arris, suivi de la mort du caïd Ben Hadj Sadok et d'un instituteur venu de métropole, Guy Monnerot ; d'autre part, quatre militaires français sont tués à Batna et à Khenchela. Ces événements amènent Louis Massignon à faire appel à Germaine Tillion ; il obtient pour elle une mission d'observation de trois mois du ministre de l'Intérieur du gouvernement de Pierre Mendès France, François Mitterrand (25 novembre 1954).
Sa mission se déroule principalement dans le département de Constantine, surtout dans l'Aurès, où elle revient dans les lieux qu'elle a connus vingt ans avant, assez changés : une piste monte à Kebach où elle trouve deux petites épiceries. Mais elle constate aussi la déstructuration de la société traditionnelle et la chute du niveau de vie des Ouled Abderrahmane, qui sont maintenant un millier, alors que la production agricole est de plus en plus précaire.
Ce phénomène général (indépendant de la répression militaire, qui touche particulièrement l'Aurès) aboutit à ce qu'elle va appeler la « clochardisation de la population algérienne », notamment par l'exode rural et la formation de bidonvilles autour des grandes villes. Elle pense qu'un effort doit être fait en priorité pour scolariser correctement et former professionnellement les jeunes Algériens du monde rural.

#### Membre du cabinet du gouverneur général (février 1955-janvier 1956)
À la fin de sa mission, elle revient à Alger peu après la nomination comme gouverneur général du gaulliste et ancien résistant Jacques Soustelle. À la suite d'une entrevue qu'elle a sollicitée par courtoisie administrative (22 février 1955), il décide de lui confier une responsabilité comme membre de son cabinet chargé des affaires sociales et éducatives. Dans ce cabinet, se trouvent à la fois des « libéraux » (Jacques Juillet, Vincent Monteil) et des conservateurs (Henry-Paul Eydoux, le colonel Constans). Sur le plan administratif, elle ne quitte cependant pas le CNRS, dont elle est seulement « détachée ».

#### Les Centres sociaux (octobre 1955)
C'est dans ce cadre qu'elle élabore avec un certain nombre de personnalités le projet des Centres sociaux, entériné par le gouverneur le 25 octobre 1955 : 

« Quand j’ai vu l’énorme épuisement de l’Algérie et l’énorme épuisement financier des familles, j’ai pensé que la seule chose qui était faisable était de nantir les paysans algériens d’un outillage leur permettant de survivre dans une ville, c’est pour ça que j’ai conçu les centres sociaux. Les centres sociaux, c’était un moyen de permettre à ceux qui le voulaient d’accéder à l’enseignement le plus élevé et à ceux qui ne le voulaient pas d’avoir un métier. J’ai considéré que l’on n’avait pas le droit de faire passer une paysannerie à l’état de citadin sans lui offrir un métier par personne. »

L'implication directe de Germaine Tillion prend fin rapidement du fait du rappel de Jacques Soustelle (1er février 1956), désormais passé du côté des conservateurs, et la nomination de Robert Lacoste, socialiste qui mène une politique encore plus axée sur la répression, dans laquelle Germaine Tillion n'a plus sa place.
Face à cette politique, elle soutient le développement des Centres sociaux jusqu'au début de 1957 quand elle se rend compte que les choses ont changé et notamment que la généralisation de la torture rend impossible tout arrangement.
Les Centres sociaux persistent cependant, fonctionnant plus ou moins bien dans un climat de plus en plus violent ; leur histoire est marquée par des procès (1957, 1959) pour complicité avec le FLN, et surtout par l'attentat de l'OAS le 15 mars 1962, tuant six des cadres, dont Mouloud Feraoun.

#### L'Algérie en 1957
Après le départ de Jacques Soustelle, elle passe trois mois chez les Touaregs dans le Sahara, avant de rentrer à Paris.
À la demande de l'ADIR, elle met au point un texte sur la situation économique et sociale de l'Algérie, publié en plusieurs livraisons dans l'organe du mouvement, Voix et visages, puis sous forme de brochure. Ce texte, d'abord peu connu, touche un public beaucoup plus large lorsqu'il est publié (tardivement) en 1957 par les Éditions de Minuit, provoquant un certain nombre de critiques (il est reproché à l'auteur de ne pas évoquer les questions politiques), en liaison avec celles dont est l'objet Albert Camus, préfacier de l'édition américaine du livre.
Elle intervient d'autre part en mai 1957 comme témoin de la défense dans le procès de Mohammed Ben Sadok, membre du FLN et meurtrier du député Ali Chekkal. Cela entraine sa rupture définitive avec Jacques Soustelle, témoin de l'accusation (l'accusé échappe à la peine de mort).

#### La CICRC en Algérie
En juin 1957, alors que la « bataille d'Alger » dure depuis cinq mois, David Rousset obtient de Guy Mollet une autorisation de visite des lieux de détention en Algérie. La Commission envoie en Algérie cinq personnes, dont Germaine Tillion et Louis Martin-Chauffier (qui ne doivent pas participer à la rédaction du rapport) et trois étrangers. La mission dure du 18 juin au 3 juillet.

#### Les contacts avec Yacef Saâdi (juillet-août 1957)
Yacef Saâdi, responsable de la Zone autonome d'Alger, est alors traqué par les parachutistes du général Massu. Il sollicite de Germaine Tillion un entretien qui a lieu le 4 juillet 1957, dans la Casbah d'Alger ; ce jour-là, elle le rencontre secrètement (il est présenté comme « le Grand Frère »), accompagné d'Ali la Pointe (le seul qui soit nommé), en présence de Zohra Drif et de Fatima Bouhired. L'entretien dure cinq heures ; il en ressort que Yacef Saâdi s'engage à mettre fin aux attentats aveugles en contrepartie d'un arrêt des exécutions capitales.
Revenue à Paris, elle a dès le 8 juillet une entrevue avec André Boulloche, ancien résistant et déporté, chef de cabinet du nouveau Président du conseil Maurice Bourgès-Maunoury. Il est décidé qu'elle reprenne contact pour, « à ses risques et périls », rencontrer un membre du CCE du FLN. Le 9 août, elle rencontre de nouveau Yacef Saâdi, en présence de Zohra Drif, aucun membre du CCE n'ayant pu ou voulu venir. Yacef Saâdi est arrêté le 22 septembre ; étant donné qu'il a respecté son engagement concernant les attentats, Germaine Tillion s'efforce de le faire transférer de la garde des parachutistes à celle de la justice civile ; puis, lors de son procès, en juillet 1958 à Alger, elle témoigne à décharge (condamné à mort, il sera gracié par le général de Gaulle en 1959).
Le texte de son témoignage, publié dans la presse dès 1958, suscitera deux attaques, amenant Germaine Tillion à répondre publiquement, d'abord à Simone de Beauvoir en 1964, puis au général Massu en 1971.
En avril 2008, Yacef Saâdi était à son chevet une semaine avant sa mort, il était également présent à Paris lors de sa panthéonisation le 27 mai 2015.

#### Autres interventions
- Auprès du général de Gaulle : elle le rencontre pour la première fois en septembre 1957, à la demande du général au sujet de son livre sur l'Algérie ; mais elle lui parle aussi de ses entretiens avec Yacef Saâdi. Le 7 juin 1958, peu après son retour au pouvoir, elle lui écrit[58] à propos du procès de Saâdi qui doit avoir lieu peu après.
- Lettre au cardinal Feltin[59] (7 décembre 1957) : elle évoque les différents problèmes posés par la conduite de la guerre, en particulier l'élimination des blessés et prisonniers rebelles, les disparitions de personnes arrêtées et la torture.
- Lettre à Albert Camus[60] (3 janvier 1959) : elle sollicite son appui pour la grâce de plusieurs condamnés, dont Yacef Saâdi.
- Participation (à partir de 1960) au groupe Vérité-Liberté, issu du Comité Maurice-Audin de 1957 ; Pierre Vidal-Naquet[61] indique qu'elle était unanimement respectée sauf par Jacques Vergès qui la haïssait[62].

### Après l'Algérie

#### Sous le gouvernement de Michel Debré
En 1959, elle accepte d'entrer dans le cabinet d'André Boulloche, ministre de l'Éducation nationale (du 9 janvier au 23 décembre) dans le gouvernement Michel Debré, dont le ministre de la Justice est Edmond Michelet (lui aussi ancien déporté), pour s'occuper de la question de l’enseignement dans les prisons en France, alors quasi inexistant. Soutenue par ces deux ministres, elle instaure un service spécialisé dépendant de l'Éducation nationale (notamment, le 15 septembre 1959, est créé le poste d'Inspecteur conseiller pédagogique près de la direction de l'administration pénitentiaire ; le premier poste d'enseignant en milieu pénitentiaire est créé en 1963).
Elle apporte son soutien au général de Gaulle lors de l'élection présidentielle de 1965, en signant un manifeste de 102 personnalités féminines en sa faveur.

#### Travaux universitaires et engagements humanitaires
Son activité d’ethnologue se poursuit ; en 1959, elle passe du CNRS à la Sixième section de l'École Pratique des Hautes Études (EPHE), la section des Sciences économiques et sociales alors dirigée par Fernand Braudel ; sous la direction de Jacques Le Goff, cette section devient l’EHESS en 1975, deux ans avant que Germaine Tillion prenne sa retraite. Ses travaux portent sur les sociétés méditerranéennes et son séminaire d’ethnologie du Maghreb à l'EPHE est resté une référence. Durant ces années, elle réalise vingt missions scientifiques en Afrique du Nord et au Moyen-Orient.
Elle s'engage particulièrement pour l'émancipation des femmes de Méditerranée (pas seulement celles du monde musulman), qui doivent par obligation économique avoir beaucoup d'enfants mais aussi privilégier les fils sur les filles. Son livre Le Harem et les cousins (1966) suscite des réactions hostiles de la part de certains intellectuels du monde musulman. De même, sa prise de position contre l'excision en 1979, perçue par certains comme « colonialiste ». Elle s'engage aussi au sein de l'Association contre l'esclavage moderne.
Son ami Jean Lacouture dit, dans Enquête sur l'auteur, qu'elle lui aura « appris au moins à ouvrir l'œil avant la bouche, et à poser une question avant d'y répondre ».

#### Les dernières années
En juillet 1999, elle est élevée à la dignité de grand-croix de la Légion d’honneur, deuxième Française après Geneviève de Gaulle-Anthonioz (1997) ; plus tard suivront Valérie André (décembre 1999), Simone Rozès (2006), Jacqueline de Romilly (2006), Christiane Desroches Noblecourt (2008), etc. À sa demande, la décoration lui est remise par Geneviève de Gaulle-Anthonioz dans sa maison, le 23 décembre 1999.
À cette époque, âgée de 90 ans, elle se décide à reprendre les notes des années 1930 qu'elle n'avait pas emmenées à Ravensbrück et publie un aperçu de ce qu'aurait été sa thèse sur les Ouled Abderrahmane (Il était une fois l'ethnographie, 2000).
En 2000, la revue Esprit lui consacre un numéro spécial. En 2003, à l'occasion de la parution du livre Fille de harki de Fatima Besnaci-Lancou, elle dénonce les injures prononcées à l'encontre des harkis et apporte son soutien à cette population.
En 2004, elle lance avec d'autres intellectuels français un appel contre la torture en Irak.

### Décès

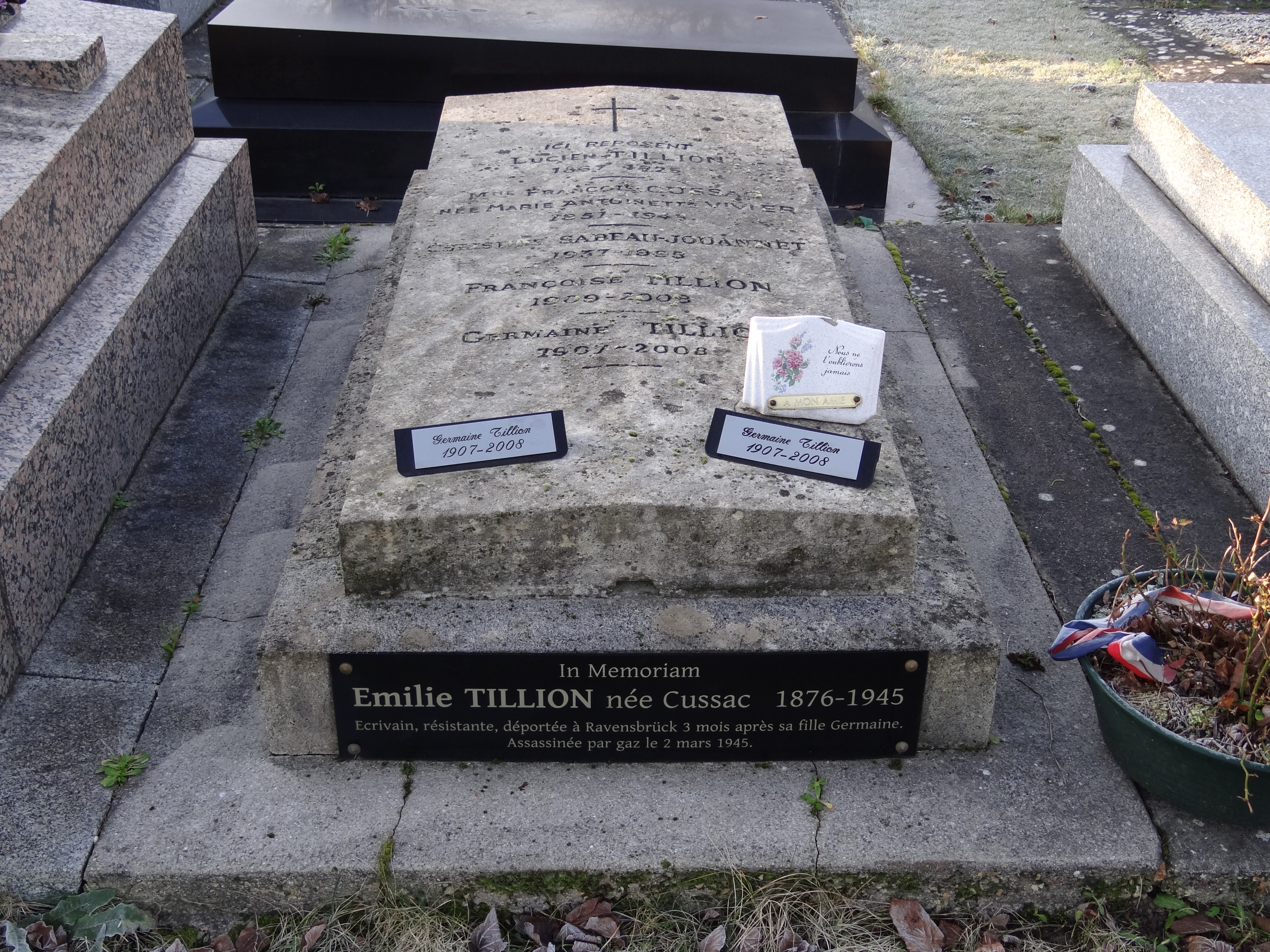
La tombe de Germaine Tillion au cimetière Condé de Saint-Maur-des-Fossés (Val-de-Marne).

Elle meurt le samedi 19 avril 2008 à son domicile de Saint-Mandé (Val-de-Marne), tout près du bois de Vincennes, dans sa 101e année. Ses obsèques religieuses ont été célébrées à la paroisse du Saint-Esprit (12e arrondissement de Paris) le 24 avril 2008, là où Germaine Tillion avait l'habitude de commémorer la mort de sa mère, Émilie Tillion (assassinée au camp de Ravensbrück le 2 mars 1945). Près de 1000 personnes s'étaient rassemblées pour ses obsèques. Nicolas Sarkozy, alors président de la République française était présent, ainsi que cinq ministres (Christine Lagarde, Valérie Pécresse, Fadela Amara, Jean-Marie Bockel et Laurent Wauquiez). La cérémonie était présidée par le père Alain-Christian Leraitre, en présence de l'abbé Jean Kammerer, aumônier des déportés. Elle fut inhumée au cimetière Condé de Saint-Maur-des-Fossés (Val-de-Marne).
En 2009, la Maison du Rire et de l'Humour de Cluny lui a décerné à titre posthume son 3e Prix de l'Humour de Résistance.

### Entrée au Panthéon

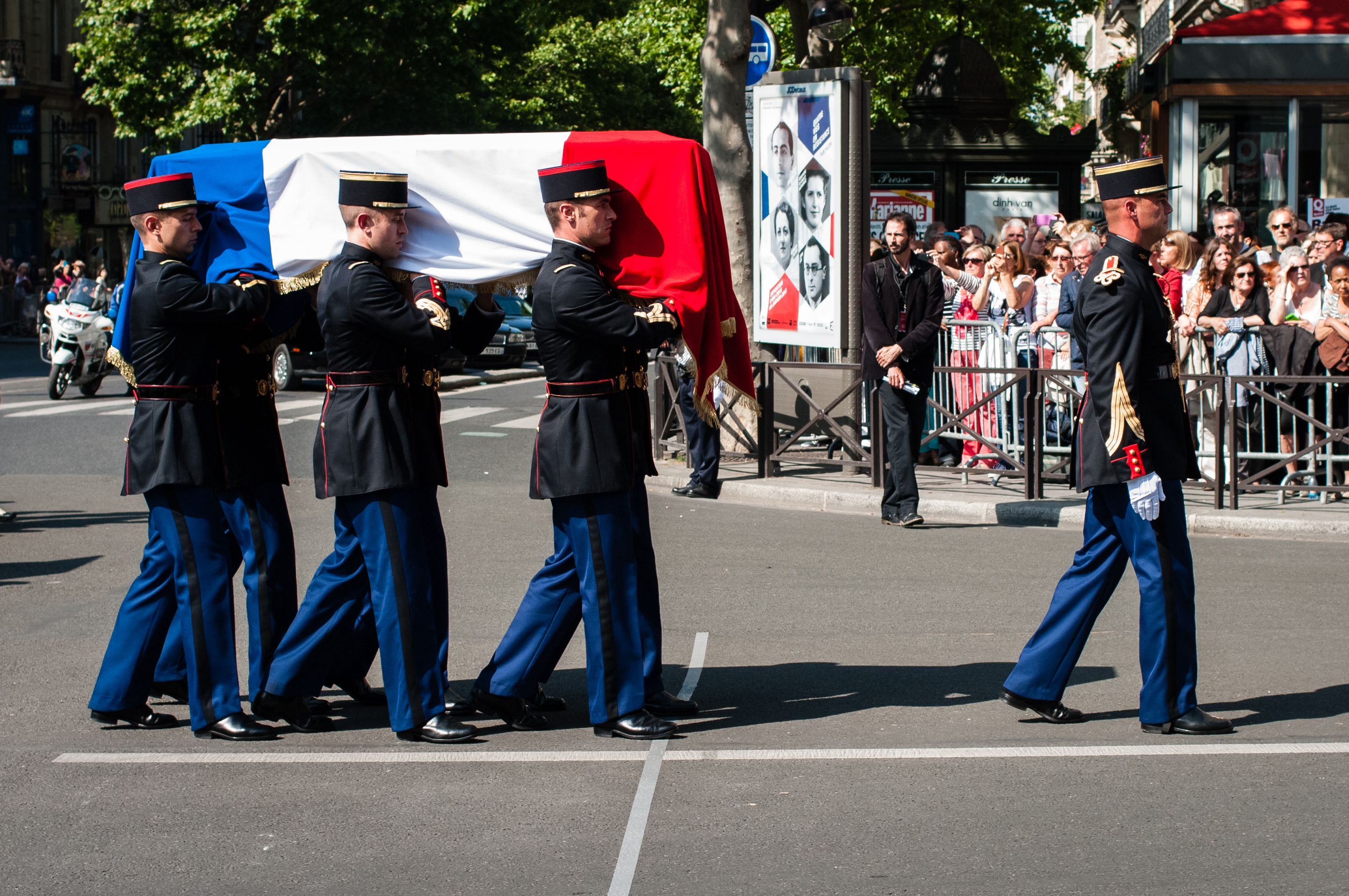
Germaine Tillion, Geneviève de Gaulle-Anthonioz, Pierre Brossolette et Jean Zay entrent au Panthéon (mai 2015).

En vue de son entrée au Panthéon, le 27 mai 2015, la famille ayant souhaité que son corps demeure près des siens, au cimetière Condé, de la terre est prélevée sur sa tombe le 13 mai 2015. À cette occasion, en présence d'Émilie Sabeau-Jouannet, nièce de Germaine Tillion, de Sylvain Berrios, député-maire de Saint-Maur, et de nombreux représentants du monde associatif, une plaque à la mémoire de sa mère Émilie Tillion (gazée à Ravensbruck) est dévoilée et apposée sur la tombe.

## Pensée de Germaine Tillion
Germaine Tillion considère que chacun doit rester vigilant face au mal qui peut revenir : « Au terme de mon parcours je me rends compte combien l'homme est fragile et malléable. Rien n'est jamais acquis. Notre devoir de vigilance doit être absolu. Le mal peut revenir à tout moment, il couve partout et nous devons agir au moment où il est encore temps d'empêcher le pire. » Pour elle, cependant, le nazisme est l'incarnation du mal.
Précurseure d'une pensée écologique, Germaine Tillion pense que la haine entre deux communautés provient d'un manque d'espace, et que le défi du XXIe siècle est la survie d'une humanité sans cesse grandissante sur une planète aux ressources limitées, ce dont l'espèce vient à peine de prendre conscience.

## Publications
- L’Algérie en 1957, Paris, Éditions de Minuit, 1957 (d'abord publié dans Voix et visages sous le titre « L'Algérie en 1956 »)
- Les Ennemis complémentaires, Paris, Éditions de Minuit, 1958
- L'Afrique bascule vers l'avenir, Paris, Éditions de Minuit, 1959 (inclut L'Algérie en 1957)
- Le Harem et les cousins, Paris, Le Seuil, 1966
- Ravensbrück, Paris, Le Seuil, 1973 et 1988
- La traversée du mal, entretien avec Jean Lacouture, Paris, Arléa, 1997
- Il était une fois l’ethnographie, Paris, Le Seuil, 2000 (sur ses travaux dans l'Aurès de 1934 à 1940)
- À la recherche du vrai et du juste. À propos rompus avec le siècle, Paris, Le Seuil, 2001
- L’Algérie aurésienne, Paris, La Martinière/Perrin, 2001, en collaboration avec Nancy Woods (photographies prises durant les années 1934-1940 dans l'Aurès, accompagnées de citations de son livre de 2000)
- Une opérette à Ravensbrück, Paris, La Martinière, 2005 (Le Seuil, coll. « Points », 2007) : préface de Tzvetan Todorov, présentation de Claire Andrieu, texte du Verfügbar aux Enfers en fac-similé.  (ISBN 2-7324-3281-4)
- Combats de guerre et de paix, Paris, Le Seuil, 2007
- Le Siècle de Germaine Tillion, Paris, Le Seuil, 2007

### Articles
- « Réflexions sur l’étude de la déportation », dans la Revue d'histoire de la Deuxième Guerre mondiale, juillet 1954
- « Première résistance en zone occupée », dans la Revue d'histoire de la Deuxième Guerre mondiale, no 30, avril 1958 (reproduit dans Esprit, février 2000)

### Posthume
- Tzvetan Todorov (éd.), Fragments de vie, Le Seuil, 2009  (ISBN 978-2-02-099681-5)
- Le sixième chapitre de l'essai de Jean Birnbaum, Le Courage de la nuance, est consacré à cette anthropologue[75].

## Distinctions
Elle est reconnue « Déporté résistant »,.
- Grand-croix de la Légion d'honneur (décret du 13 juillet 1999)
- Grand-croix de l'ordre national du Mérite
- Croix de guerre 1939-1945

 Médaille de la Résistance française, avec rosette (décret du 20 novembre 1946),
- Médaille de la déportation pour faits de Résistance de par son statut de « déporté résistant »[76].
- Croix de commandeur de l'ordre du Mérite (2004)
- Prix mondial Cino Del Duca (1977)
- Grand Prix national de l'humour de Résistance, attribué à titre posthume par l'association La Maison du Rire et de l'Humour à Cluny (2010)[79]

## Hommages
- Le Musée de l'Homme lui a rendu hommage avec l'exposition « Germaine Tillion : Ethnologue et résistante » (30 mai 2008 - 8 septembre 2008)[80].
- La Compagnie Lanicolacheur a réalisé un spectacle intitulé Il était une fois Germaine Tillion[81], notamment présenté du 12 au 22 mars 2010 au théâtre de la Criée de Marseille[82].
- Le 21 février 2014, le président François Hollande annonce[83] le transfert de sa dépouille au Panthéon aux côtés des résistants Pierre Brossolette et Geneviève de Gaulle ainsi que de l'ex-ministre Jean Zay[84].
- Expositions-hommages à Germaine Tillion présentées du 26 mai au 20 septembre 2015 par le musée de la Résistance et de la Déportation et le musée comtois de la citadelle de Besançon[85].

### Noms de lieux

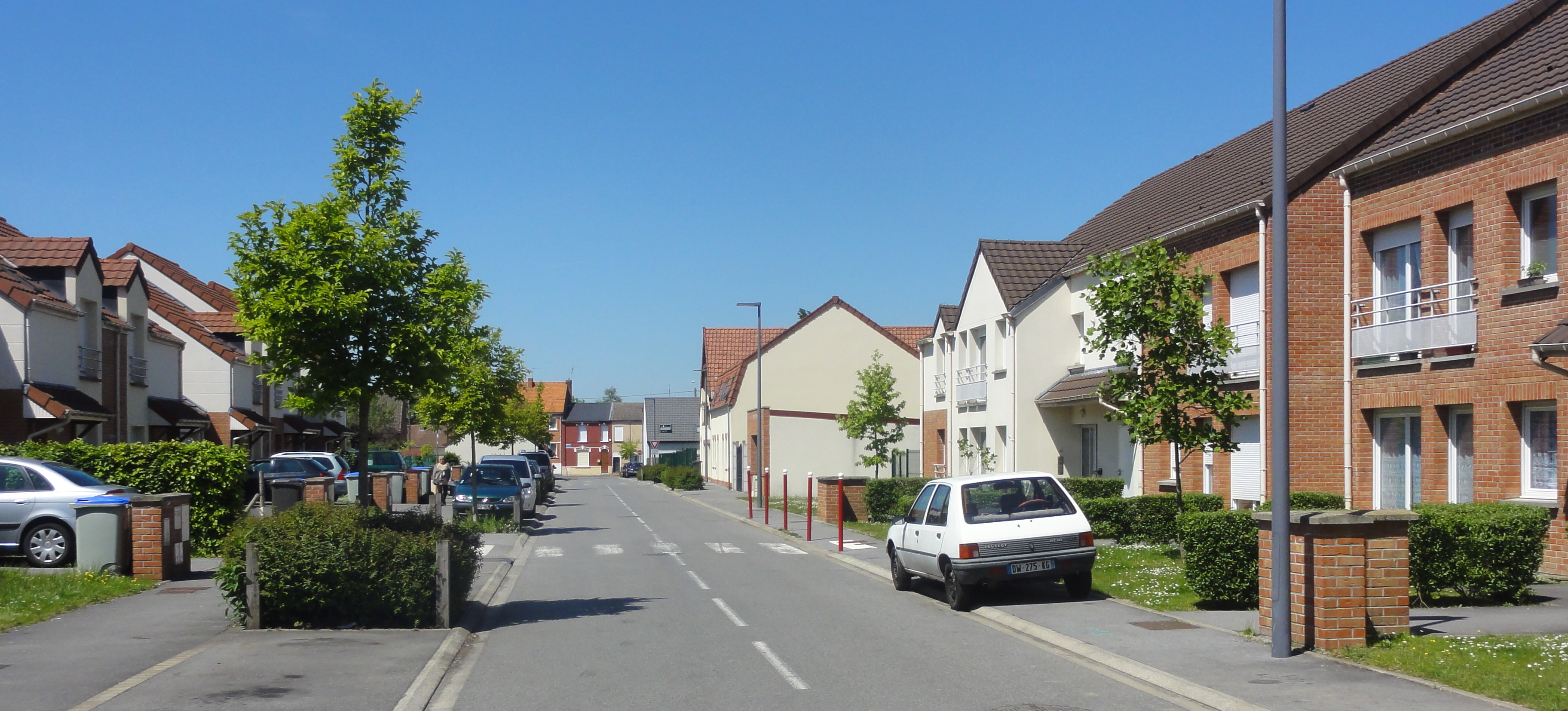
Rue Germaine-Tillion à Somain.

Reçoivent le nom de Germaine Tillion :
- l'école primaire du village de Vaulx-Milieu (Isère) [86]
- 2000 : la médiathèque de la ville de Saint-Avé[87]
- 2003 : une maison de quartier au Puy-en-Velay
- 2006 : le collège d'Aussonne (Haute-Garonne)
- 2007 : un amphithéâtre de l'Université de Bretagne-Sud inauguré le 24 avril 2007[88]
- 2008 : la bibliothèque municipale de Saint-Maur-des-Fossés (Val-de-Marne) (7 novembre 2008[89])
- 2009 :
  - le collège de Lardy (Essonne), inauguré le 13 juin 2009[90]
  - le lycée du Pays de l'Arbresle à Sain-Bel (Rhône) inauguré le 6 mars 2009[91]
  - l’amphithéâtre de l'Institut national des sciences appliquées de Rouen-Normandie
- 2010 : 
  - un bâtiment de l'UFR de sciences humaines et sociales de l'université de Rouen-Normandie, sur le campus de Mont-Saint-Aignan.
  - la bibliothèque du Trocadéro à Paris (6 rue du Commandant-Schloesing), qui possède un fonds spécialisé dans les voyages et le tourisme (septembre 2010)[92].
- 2012 : une avenue de Montpellier (Hérault)
- 2013 : l'auditorium du Mucem de Marseille
- 2014 : centre social Germaine-Tillion de la ville de Saint-Dié-des-Vosges
- 2016 :
  - une voie dans un nouveau quartier d'Ivry-sur-Seine donnant sur la rue Ledru-Rollin[93]
  - plusieurs autres collèges et lycées : Paris (12e arrondissement), Marseille les Caillols (Bouches-du-Rhône), La Mézière (Ille-et-Vilaine), Sain-Bel (Rhône), Le Bourget (Seine-Saint-Denis), Montbéliard (Doubs), Castelnaudary (Aude)
  - la Maison de la recherche du campus universitaire de Belle-Beille - Université d'Angers[94]
- 2017 :
  - lycée à Montbéliard, Doubs
  - centre social et culturel Germaine-Tillion de la ville de Pierrefitte-sur-Seine (Seine-Saint-Denis)
- 2018 : collège à Livry-Gargan (Seine-Saint-Denis)
- 2020 : l'atrium de l'École normale supérieure Paris-Saclay
- 2022 : esplanade de la Maison des Sciences de l'Homme et de l'Environnement (MSHE) de Besançon
- 2023 : école primaire Germaine-Tillion inaugurée à Nantes[95]
- 2024 : Maison Germaine Tillion à Plouhinec (Morbihan) (inaugurée le 21 septembre 2024[96]).
- 2025 : rame de tram Germaine Tillion à Besançon (inaugurée le 25 juin)

### Noms de promotions
Ont pris le nom de « promotion Germaine Tillion » :
- la promotion 59 (2007/2009) des commissaires de police de l'École nationale supérieure de la police (23 juin 2009[97]) ;
- la promotion 35 (2008/2009) de l'Institut régional d'administration (IRA) de Metz ;
- la promotion 43 (2009/2010) du cycle supérieur de management public de l'Institut national des études territoriales (INET) (13 février 2009) ;
- la promotion 2011 de l'Institut national du patrimoine ;
- la promotion 45 (2015-2016) de l'Institut régional d'administration de Lyon ;
- la promotion 24 (2016) des conservateurs d'État des bibliothèques de l'École nationale supérieure des sciences de l'information et des bibliothèques ;
- la promotion 2017-2022 de l'Institut d'études politiques de Lyon ;
- la promotion 2021-2022 de l'Ecole nationale d'administration[98].

## Fonds d'archives
Le dossier de carrière de Germaine Tillion au CNRS est conservé aux Archives nationales sous la cote 20070296/522.
Le Musée de la Résistance et de la Déportation de Besançon conserve un fonds d'archives légué par Germaine Tillion. Il s'agit de dossiers généraux sur le camp de Ravensbrück avec des comptes-rendus, extraits ou copies des études, ouvrages et articles parus sur le camp ; des dossiers thématiques sur des points sensibles : expériences, exécutions, lesbiennes, sabotages, procès... sur des éléments statistiques et des données concernant des convois (trains des 8, 11, 15 août 1944, par exemple). Ces pièces ont été réunies et doublées de fichiers par numéros matricule et nominatifs de l’ensemble des femmes déportées de France (sauf déportées juives), à partir de diverses sources : registres d’écrous des prisons françaises et allemandes, registres de Ravensbrück, listes du Ministère des Anciens combattants, listes dressées par les déportées elles-mêmes (par exemple au revier). Ce fonds, résultat également d’une enquête lancée par régions, est complété par des dossiers individuels contenant des témoignages, de la correspondance, des poèmes... L’ensemble de ce fonds a été déposé en 1995 au Musée de Besançon qui s’efforce de poursuivre le travail, de le porter à la connaissance des chercheurs.
Le département des Manuscrits de la Bibliothèque nationale de France conserve d'autres archives de Germaine Tillion, données en 2008 et 2009 par l'Association Germaine Tillion et Monsieur et Madame Dozières-Lévy. On y trouve notamment de nombreux dossiers de travail sur son activité dans la Résistance et ses années passées en Algérie, ainsi qu'une très vaste correspondance.
Germaine Tillion a légué toutes ses archives à l’Association Germaine Tillion créée avec elle en 2004, seule détentrice des droits moraux sur l’œuvre, le nom et les archives de Germaine Tillion. cf. www.germainetillion.fr

### Filmographie
Plusieurs films ont été consacrés à Germaine Tillion :
- 1974 : G. Tillion : la République des Cousins, 1974, Francis Bouchet, Jacques Kébadian, Michel Anthonioz
- 1990 : Germaine Tillion, Du côté de chez Fred, 1990, Michel Hermant
- 2000 : Sœurs dans la Résistance, 2000, Maïa Wechsler (USA)
- [100]2001 : Je me souviens, 2001, Jean Baronnet, Colette Castagno
- 2001 : Les images oubliées de Germaine Tillion, 2001, Augustin Barbara, François Gauducheau, couleur, 52 min
Germaine Tillion, 92 ans, vient de retrouver dans ses archives des clichés pris dans le massif des Aurès, en Algérie, où elle effectuait ses premières missions dans les années 1930. Ces photos témoignent d'un monde disparu, mais surtout ils éclairent la vie, la pensée et la personnalité de cette femme qui fut l'un des grands témoins du XXe siècle.
- 2001 : Les trois vies de Germaine Tillion, 2001, Gilles Combet, Jean Lacouture
- 2001-2002 : La jeunesse d’une centenaire, Une conscience dans le siècle, 2001-2002, IDEMEC, Christian Bromberger
- 2002 : Germaine Tillion, une conscience dans le siècle de Christian Bromberger, 2002, couleur, 28 min
Entretien de Germaine Tillion avec Christian Bromberger, professeur à l’Université de Provence et Thierry Fabre, responsable du pôle euro-Méditerranée de la Maison méditerranéenne des sciences de l’homme [101]
- 2007 : Le 100e anniversaire de Germaine Tillion, 2007, Léa Todorov
- 2007 : Le Verfügbar aux Enfers, France, 2007, 58 min, David Ünger
- 2007 : Là où il y a du danger, on vous trouve, 2007, Miriam Grossi, Carmen Rial, UFSC-Brésil
- Germaine et Geneviève, Isabelle Gaggini-Anthonioz, Jacques Kébadian
- 2010 : Une Opérette à Ravensbrück, Théâtre de la Petite Montagne, France 3, reportage sur le spectacle[102]
- 2010 : Le Verfügbar aux enfers, opérette enregistrée le 17 avril 2010 dans le camp de concentration de Ravensbrück à l'occasion du 65e anniversaire de sa libération (mise en scène Bérénice Collet, réalisation François Dubreuil, production Axe-Sud, diffusions : France télévision, TV5)

### Expositions
- 2012 : Les robes grises : dessins et manuscrits clandestins de Jeannette L’Herminier et Germaine Tillion réalisés au camp de Ravensbrück, du 3 février 2012 au 8 mai 2012, Musée de la Résistance et de la Déportation de Besançon[103].
- 2018 : Aurès 1935, avec Thérèse Rivière, du 7 février 2018 au 15 avril 2018, Pavillon populaire, Montpellier
- 2023 : elle fait partie des 16 femmes dont le parcours est présenté dans le cadre de l'Exposition temporaire "Déportées à Ravensbrück, 1942-1945" organisée par les Archives nationales (site Pierrefitte-sur-Seine) du 3 février au 16 juin 2023[104].
- 2023 : La musique dans les camps nazis, Mémorial de la Shoah, Paris, du 20 avril 2023 au 25 février 2024 : un feuillet original du Verfügbar aux Enfers est présenté dans la sous-section consacrée aux activités musicales clandestines dans les camps.